# Joanna Plantagenet (księżna Walii)

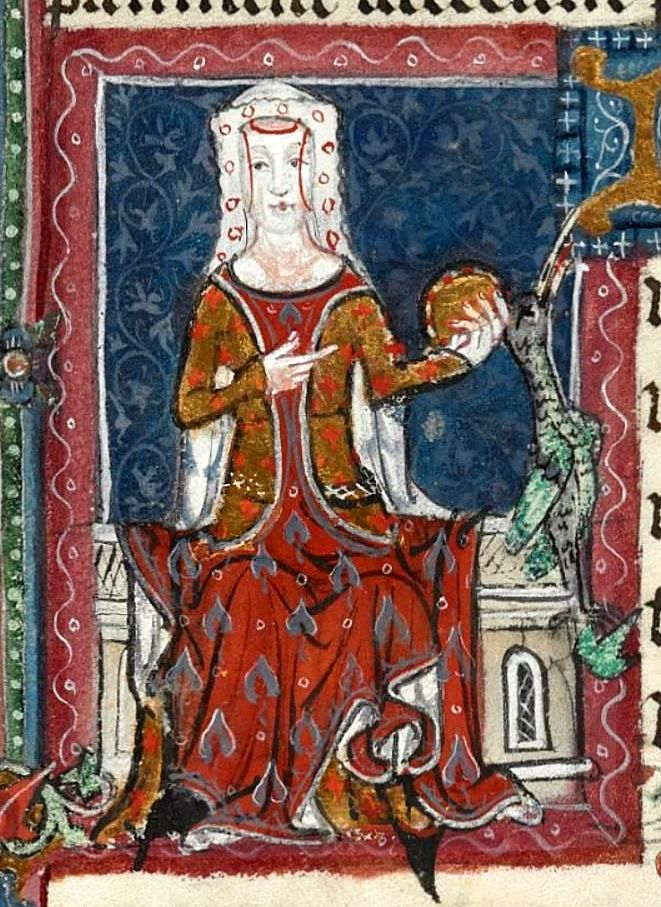

Joanna Plantagenet, Joanna z Kentu (ur. 1326-1328, zm. 1385) – córka Edmunda, hrabiego Kentu, wnuczka króla angielskiego Edwarda I i jego drugiej żony Małgorzaty. W 1340 podobno zawarła potajemne małżeństwo ze zwykłym rycerzem. Hrabina Salisbury i królowa wyspy Man w latach 1344–1349 jako (bigamiczna) żona Wilhelma de Montacute (Montagu), od 1352 hrabina Kentu i baronowa Wake z Liddell po śmierci młodszego brata, księżna Walii w latach 1361–1376 jako żona Edwarda, najstarszego syna króla Edwarda III, matka m.in. księżnej Bretanii Joanny, hrabiny Ligny Matyldy oraz króla Anglii Ryszarda II.
Okoliczności jej pierwszego małżeństwa, zawartego potajemnie i bardzo wcześnie (rzekomo w 1340) z Thomasem Hollandem, które zostało uznane przez papieża za ważne i wiążące obie strony w 1349, kładły się cieniem na legalność pochodzenia jej królewskiego syna, urodzonego za życia drugiego męża, który przeżył Joannę z Kentu o 12 lat. Owdowiała księżna Walii i matka króla zmarła w zamku Wallingfort i została pochowana obok swojego pierwszego męża w kościele franciszkańskim w Stamford. Możliwe jednak, że jej zwłoki przeniesiono w późniejszych czasach do Londynu.